# 有机体复活实验
《有机体复活实验》（俄語：Опыты по оживлению организма）是一部1940年的影片，该影片记录了苏联科学家对临床死亡生物复苏的研究。该影片现属于公共领域，可以从普瑞林格档案库获取。这些手术由实验生理学与治疗研究所的生理学家谢尔盖·布留霍年科进行，向在莫斯科召开的俄罗斯病理学家第二次代表大会展示了一种叫做“自动射流器”（autojektor）的特殊心肺仪器，也被称为心肺机。影片拍摄地——实验生理学与治疗研究所也位于莫斯科。心肺机是由布留霍年科设计并制造的，据说他在影片中的工作展示了心脏瓣膜上的第一次手术。在电影中展示的autojektor设备类似于现代體外膜氧合机器，以及现代腎臟科中常用于肾透析的系统。

## 梗概
这部影片描绘并讨论了一系列医学实验。首先是英国科学家约翰·伯顿·桑德森·霍尔丹出现，谈论了他是如何亲眼目睹影片中的手术程序，以及在战争中如何拯救生命的。实验从一只狗的心脏开始，这只狗被证明是与身体分离的；然后四根管子被连接到器官上。通过一种装置，使心脏以其在生物体内相同的方式跳动。然后，影片显示了托盘中的一个肺，肺由波纹管连接，波纹管为血液充氧。
在肺部场景之后，观众将看到一个心肺机，由一对隔膜线性泵，静脉和动脉组成，用储水器交换氧气。然后可以看到它向狗头供应含氧血液。头部受到外界刺激，并对其作出反应。最后，通过排出所有血液，将狗引入临床死亡状态（主要通过肺和心脏活动的图表所表示）。然后将其放置10分钟并连接到心肺机，心肺机逐渐将血液回流到动物的血液循环中。几分钟后，心脏颤动，然后重新开始正常的节律。呼吸同样恢复，装置被移除。在接下来的10天里，狗从手术中恢复过来，继续过着健康的生活。根据这部影片的描述，使用这种方法复活了数只狗，其中一只是被复活的双亲的后代。

## 反响

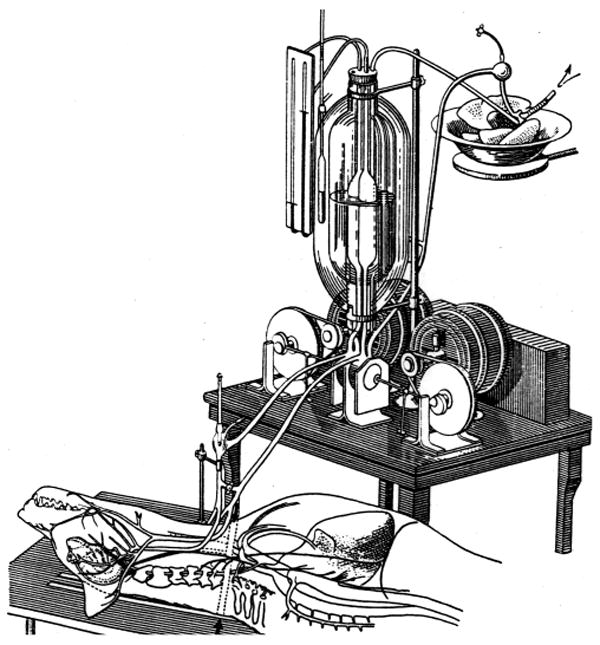
展示手术设置的专利图

萧伯纳评论了布留霍年科的断头实验，他说：“我甚至想把自己的头砍掉，这样我就可以继续口授戏剧和书籍，而不必生病，不必穿衣及脱衣，不必吃东西，也不必做任何别的事情，除了创作戏剧艺术和文学的杰作以外。”
布留霍年科于同年开发了新版本的autojektor（用于人类）；今天可以在俄罗斯巴库列夫心血管外科科学中心看到。布留霍年科被追授了著名的列宁奖。
一些评论员质疑这部影片的真实性，因为在所有这些可疑的实验中，没有一个是在完整画面镜头中展示的。据一些声称看过影片中实验的科学家说，被切断的狗头与人造心脏连接后只存活了几分钟，而不是电影中所声称的几小时。

## 流行文化
- 2004年，MF Doom发行了他的歌曲Fall Back / Titty Fat（收录于专辑《Venomous Villain》），该歌曲的开头和结尾都是实验的摘录。这首歌的音乐视频主要包括1940年影片中的片段。
- 2009年，The Paper Chase乐队在他们的视频“What Should We Do with Your Body? (The Lightning)”中使用了部分影片片段。[9]
- 詹姆斯·罗林斯的小说《血统》（暂译，Bloodline）的一部分是基于这个实验。
- 1945年C·S·路易斯的小说《可怕的力量（英语：That Hideous Strength）》（暂译）中提到了这些实验。
- 波兰诗人維斯拉瓦·辛波絲卡在约1967年的诗作《实验》中提到了这个实验。[10]